# Сотириос Висвикис
Сотириос Висвикис (на гръцки: Σωτήριος Βισβίκης) е гръцки андартски капитан, деец на Гръцката въоръжена пропаганда в Западна Македония.

## Биография
Сотириос Висвикис е роден в костурското гръцко село Богатско, тогава в Османската империя, днес в Гърция. Става клефт и действа по Вич, Корбец, Грамос, Синяк и Горуша. В 1904 година при започването на гръцката пропаганда се среща с Павлос Мелас в къщата на Николаос Малутас в серфидженското село Делино и се договарят за общи действия. Четата им се състои от 8 души.
Висвикас е заедно с Мелас при смъртта му в Статица през октомври, като заедно с Алексис Караливанос е в съседна къща. След смъртта на Мелас продължава да подпомага гръцките чети на Георгиос Цондос (Вардас), но и да се занимава с хайдутлук.
Арестуван е след предателство в Кожани.